# Arsen Ter-Oganow
Arsen Aramowicz Ter-Oganow (orm. Արսեն Տեր-Օգանով, ur. 28 listopada 1923 w Baku, zm. 12 grudnia 1998 w Moskwie) – radziecki wojskowy i funkcjonariusz służb specjalnych narodowości ormiańskiej, pułkownik, Bohater Związku Radzieckiego (1945).

## Życiorys
Był Ormianinem. W 1940 skończył 10 klas szkoły, 1940–1941 pracował w Ludowym Komisariacie Spraw Wewnętrznych Azerbejdżańskiej SRR, od czerwca 1941 służył w Armii Czerwonej. Był żołnierzem pułku artylerii w Zakaukaskim Okręgu Wojskowym, w kwietniu 1942 skończył szkołę artyleryjską w Baku i został pomocnikiem dowódcy, a następnie dowódcą plutonu artylerii. Od lipca 1943 uczestniczył w wojnie z Niemcami jako dowódca plutonu 1361 pułku artylerii na Froncie Stepowym, brał udział w bitwie pod Kurskiem i operacji biełgorodzko-charkowskiej, 17 sierpnia 1943 i 16 września 1943 został ranny. Po wyjściu ze szpitala w październiku 1943 został starszyną kompanii w 230 zapasowym pułku piechoty. Od lutego 1944 do maja 1945 był kolejno starszyną batalionu, dowódcą działonu i starszyną kompanii 288 gwardyjskiego pułku piechoty. Walczył na 2 i 3 Froncie Ukraińskim i 1 Białoruskim. Brał udział w operacji humańsko-botoszańskiej, jasko-kiszyniowskiej, warszawsko-poznańskiej i berlińskiej. 15 maja 1944 ponownie został ranny i odesłany do szpitala w Bałcie. Szczególnie wyróżnił się podczas operacji warszawsko-poznańskiej jako dowódca działonu 288 gwardyjskiego pułku piechoty 94 Gwardyjskiej Dywizji Piechoty 26 Gwardyjskiego Korpusu Piechoty 5 Armii Uderzeniowej w stopniu starszyny. 14 stycznia 1945 w okolicach Michałowa Dolnego wraz z działonem przekroczył Pilicę, zajął pozycję ogniową i odparł 6 kontrataków wroga, osłaniając przeprawę batalionu. Po wojnie służył w Grupie Wojsk Radzieckich w Niemczech, w marcu 1946 został zdemobilizowany. W 1952 ukończył Bakijski Instytut Industrialny, pracował jako starszy inżynier w truście naftowym, później został funkcjonariuszem organów bezpieczeństwa, w 1981 został zwolniony ze służby w stopniu pułkownika. Mieszkał w Baku, a od 1990 w Moskwie. Został pochowany na Cmentarzu Trojekurowskim.

## Odznaczenia
- Złota Gwiazda Bohatera Związku Radzieckiego (27 lutego 1945)
- Order Lenina (27 lutego 1945)
- Order Wojny Ojczyźnianej I klasy (dwukrotnie, 24 maja 1945 i 11 marca 1985)
- Medal za Odwagę (12 lipca 1944)

I inne.